# Końskowola (gemeente)
De gemeente Końskowola is een landgemeente in woiwodschap Lublin, powiat Puławski.
De zetel van de gemeente is in Końskowola.

## Oppervlakte gegevens
In 2002 bedroeg de totale oppervlakte van gemeente Końskowola 89,63 km², waarvan:
- agrarisch gebied: 84%
- bossen: 9%

De gemeente beslaat 9,61% van de totale oppervlakte van de powiat.

## Demografie
Stand op 30 juni 2004:
| Omschrijving                   | Totaal | Totaal | Vrouwen | Vrouwen | Mannen | Mannen |
| ------------------------------ | ------ | ------ | ------- | ------- | ------ | ------ |
| eenheid                        | aantal | %      | aantal  | %       | aantal | %      |
| inwoners                       | 9010   | 100    | 4521    | 50,2    | 4489   | 49,8   |
| bevolkingsdichtheid (inw./km²) | 100,5  | 100,5  | 50,4    | 50,4    | 50,1   | 50,1   |

In 2002 bedroeg het gemiddelde inkomen per inwoner 1295,9 zł.

## Sołectwo
- Chrząchów
- Chrząchówek
- Końskowola
- Las Stocki
- Młynki
- Opoka
- Pulki
- Nowy Pożóg
- Stara Wieś
- Stary Pożóg
- Rudy
- Sielce
- Skowieszyn
- Stok
- Witowice
- Wronów